# Kuba

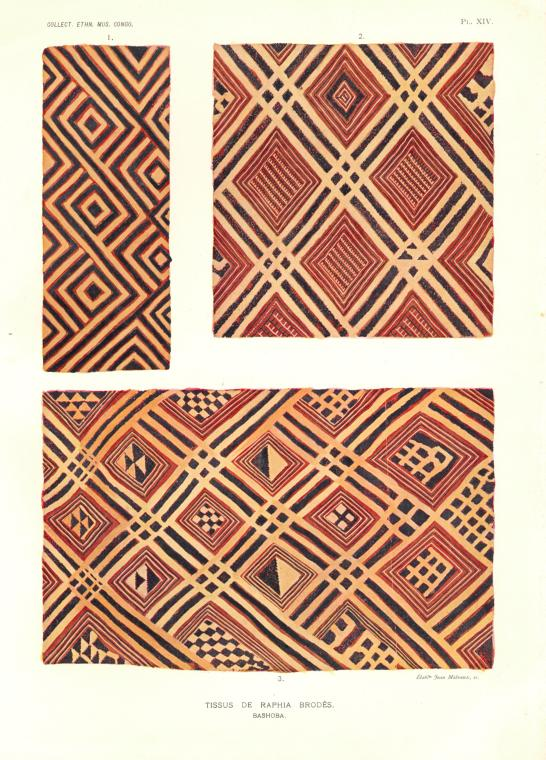
Kleed met geweven Bakubamotieven (1910)

De Kuba of Bakuba is een confederatie van ten minste 12 etnische groepen die wonen in het centrale deel van Congo-Kinshasa en een Bantoetaal spreken. De etniciteit telt ongeveer 130.000 personen. De Bushong zijn de grootste groep. Van 1625 tot 1900 bestond het Koninkrijk Kuba in het zuidoosten van het huidige Congo-Kinshasa, dat bekendstond om haar kunstvoorwerpen.

## Maskers
De Kuba hebben meer dan 20 verschillende types maskers, die gezien worden als de lichamelijke omhulling van geesten.
Drie van deze types (Mwaash Amboy, Bwoom en Ngaady a Mwaash), zijn eigendom van de koninklijke familie. Deze maskers zijn royaal versierd met kralen, schelpen of dunnen koperen plaatjes. Ngaady a Mwaash is het masker van een vrouw. Het Bwoom maskers is naar verluidt het oudste type. Het zou al in de zeventiende eeuw geïntroduceerd zijn door koning Miko mi-Mbul, die het van een pygmee van het Twa-volk ontvangen zou hebben.
Als deze maskers samen verschijnen tijdens openbare ceremonies of initiatierituelen, spelen de maskerdragers de scheppingsmythe van de Bushong, maar ook wel historische gebeurtenissen. Daarbij speelt het Bwoom masker de natuurgeest Ngeesh. Ambooy staat voor zijn broer. Samen strijden zij om het bezit van Ngaady a Mwaash, de vrouw en zuster van Ngeesh.
Veel van de maskers zijn versierd met karakteristieke driehoeken, die worden geassocieerd met de schubben van het Afrikaans boomschubdier.

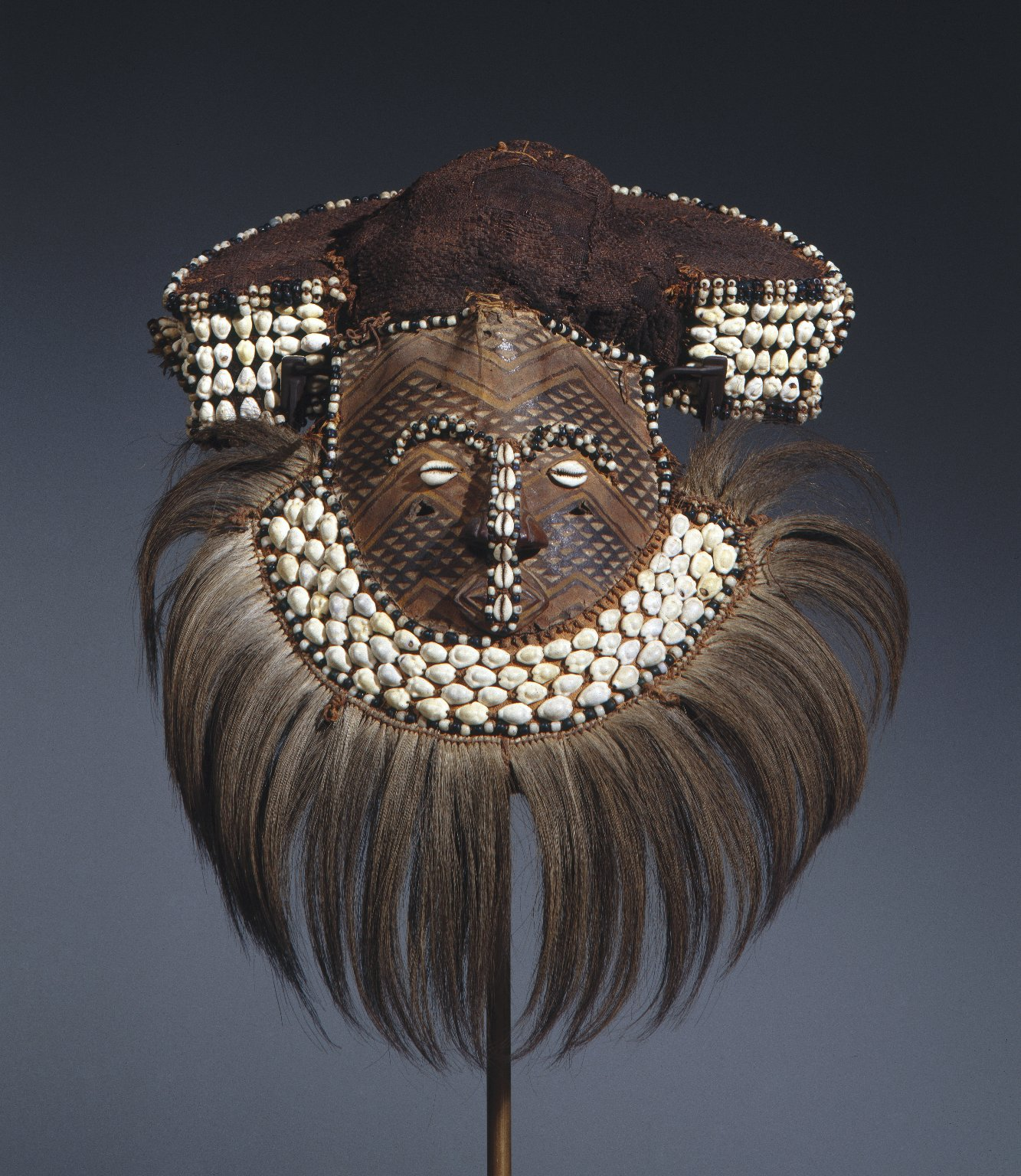
Mwaash Amboy masker
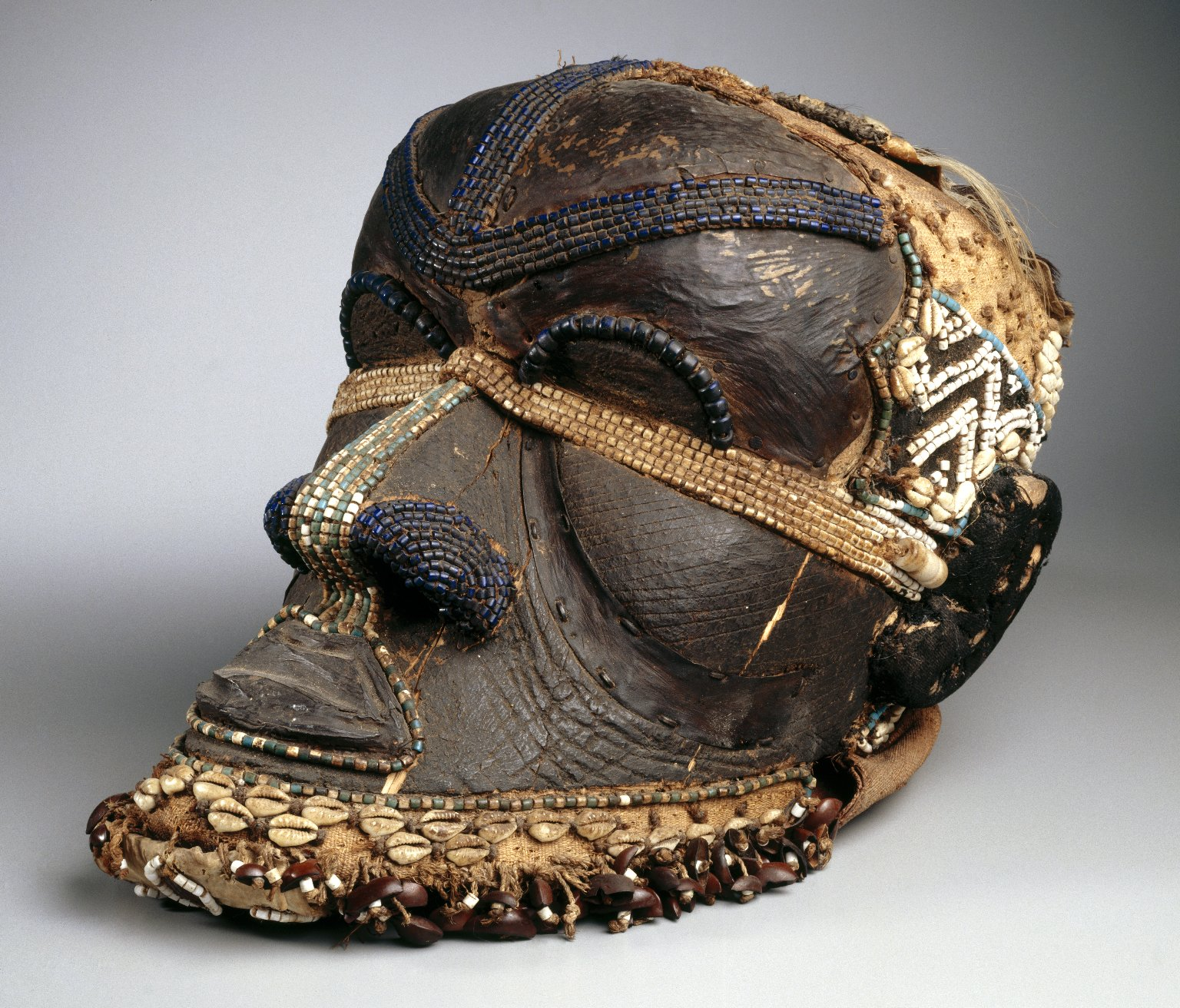
Bwoom masker
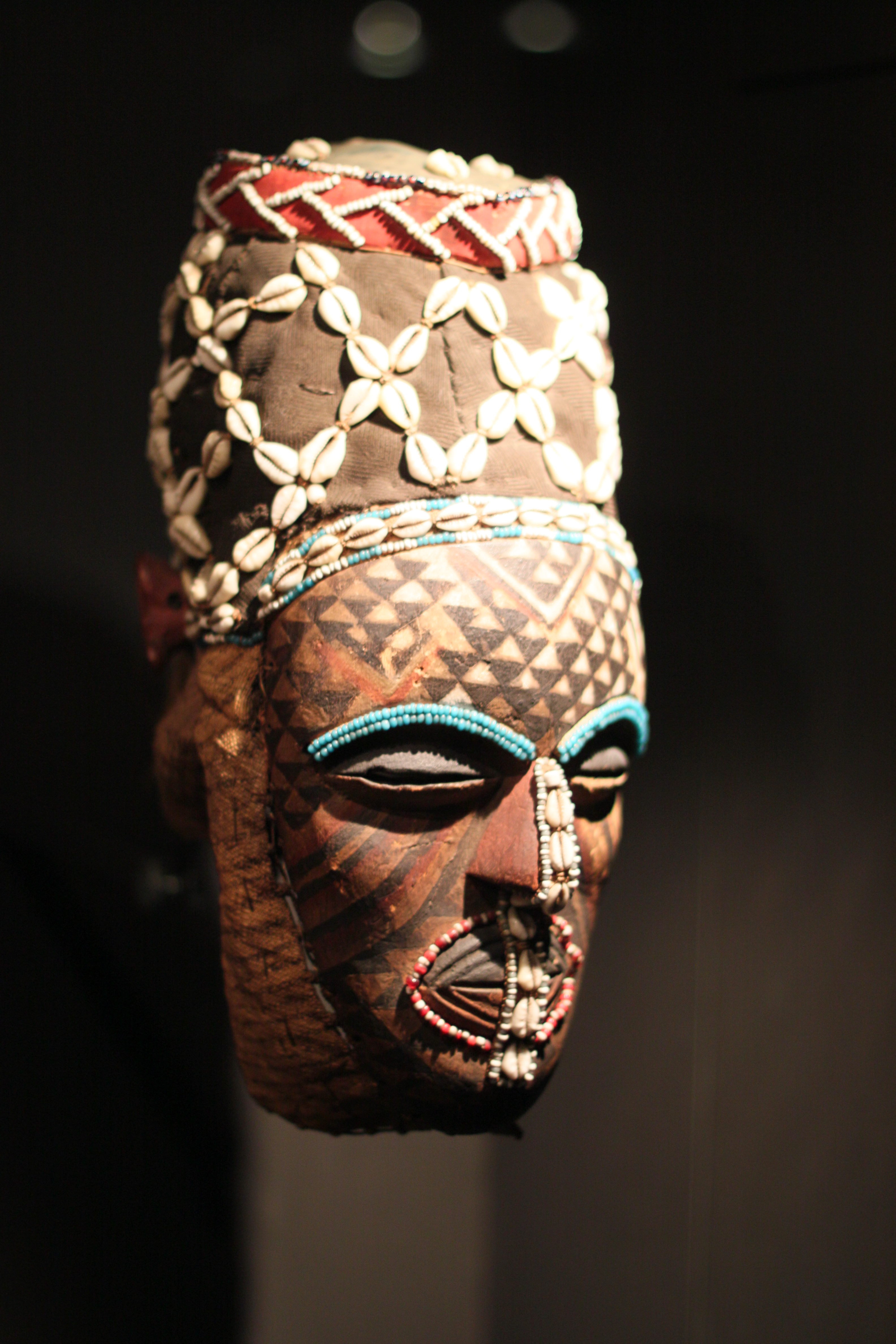
Ngaady a Mwaash
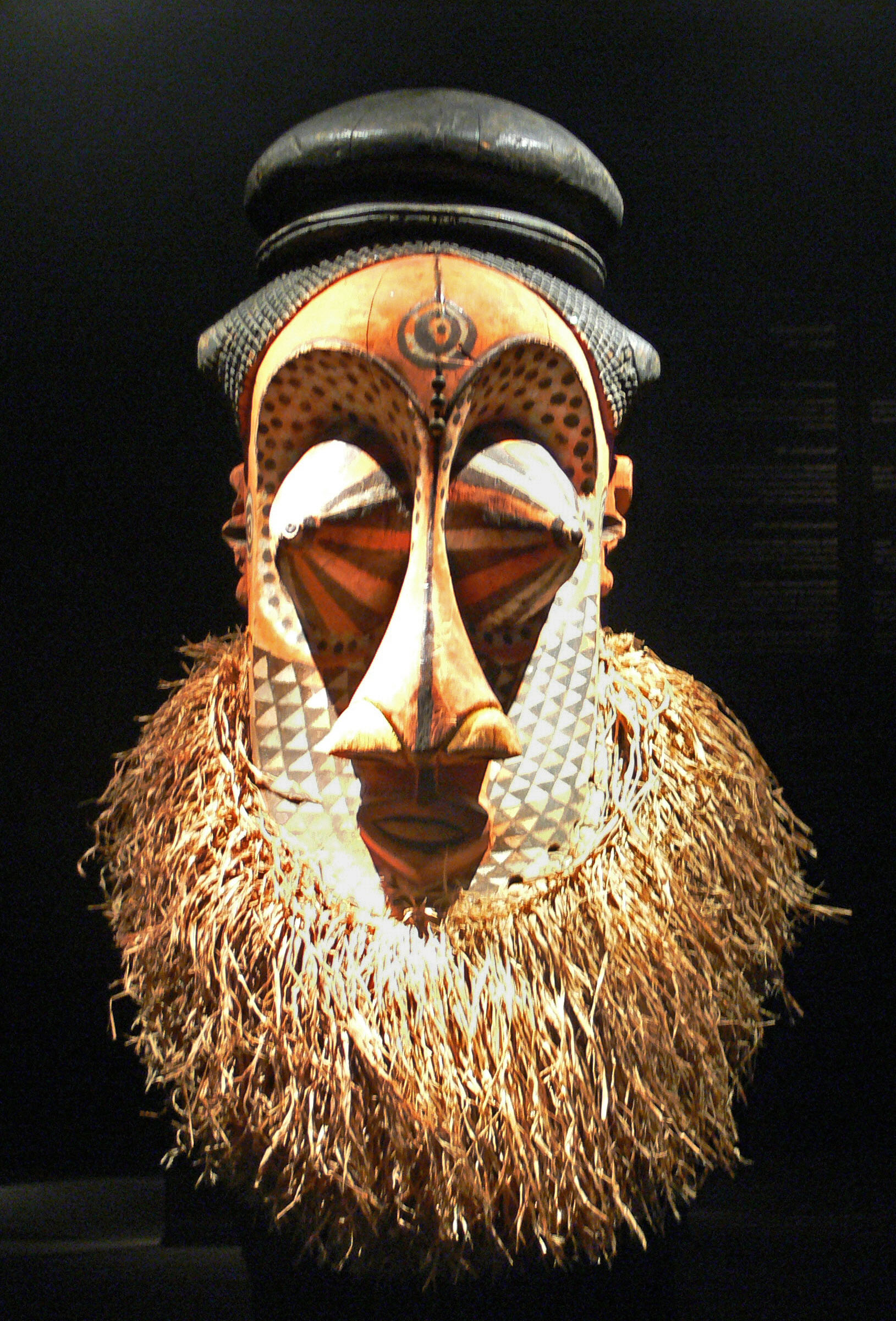
Helmmasker mulwalwa uit de 19e of begin 20e eeuw (collectie van het Etnologisch Museum in Berlijn)